# 卡马坎
卡马坎是巴西巴伊亚州的一个市镇。总面积632.926平方公里，总人口30119人，人口密度47.6人/平方公里。